# Pseudomyrmex boopis
Pseudomyrmex boopis é uma espécie de formiga do género Pseudomyrmex, subfamilia Pseudomyrmecinae.

## História
Esta espécie foi descrita cientificamente por Roger em 1863.